# Дозон, Огюст
Огюст Дозон (фр. Auguste Dozon; 2 августа 1822, Шалон-сюр-Марн, — 31 декабря 1890, Версаль) — французский дипломат, лингвист, фольклорист и переводчик.
Окончил парижский коллеж Сен-Барб, где изучал древние и новые литературы, затем также учился праву. Служил в Министерстве внутренних дел, затем занимался вопросами охраны исторических памятников в Управлении по делам искусств и наконец поступил на дипломатическую службу, на протяжении более чем 30 лет занимая должность консула Франции в различных балканских городах: Белграде (1854—1863), Мостаре (1863—1865 и 1875—1878), Пловдиве (1865—1869), Янине (1869—1875), на Кипре (1878—1881) и в Салониках (1881—1885). Во время службы изучал сербский, болгарский и албанский языки и фольклор этих народов. Составил, перевёл и опубликовал сборники сербских (1859) и болгарских (1875) народных песен и сборник албанских легенд (1881). Важным событием в изучении албанского языка стал выпущенный Дозоном «Учебник албанского языка» (фр. Manuel de la langue chkipe ou albanaise; 1879); особое значение для лингвистики имело введение в этой книге Дозоном понятия адмиратива, ставшее, как отмечает В. А. Плунгян, отправной точкой для исследований как собственно миратива, так и эвиденциальности.